# 윈-딕시 때문에
《윈-딕시 때문에》(Because Of Winn-Dixie)는 미국에서 제작된 웨인 왕 감독의 2005년 가족, 코미디, 드라마 영화이다. 안나소피아 롭 등이 주연으로 출연하였고 트레버 앨버트 등이 제작에 참여하였다. 월든 미디어가 제작하고 20세기 폭스에 의해 개봉되었다. 2005년 1월 26일 미국 영화제에서 초연되었으며 2005년 2월 18일 극장 개봉되었다.

## 출연

### 주연
- 안나소피아 롭
- 제프 다니엘스

### 조연
- 시실리 타이슨
- 데이브 매튜스
- 에바 마리 세인트
- 코트니 지니즈
- 닉 프라이스

## 기타
- 공동제작: 벡키 크로스 트루질로
- 미술: 도널드 그레이엄 버트
- 의상: 홉 하나핀
- 배역: 에이샤 콜리
- 배역: 토드 달러